# 6794 Masuisakura
6794 Masuisakura è un asteroide della fascia principale del diametro medio di circa 26,82 km. Scoperto nel 1992, presenta un'orbita caratterizzata da un semiasse maggiore pari a 3,0852089 UA e da un'eccentricità di 0,2120151, inclinata di 16,33231° rispetto all'eclittica.